# Carrollton (Ohio)
Carrollton er en amerikansk by og administrativt centrum for det amerikanske county Carroll County, i staten Ohio. I 2000 havde byen et indbyggertal på 3.190.

## Ekstern henvisning
- Carrolltons hjemmeside (engelsk)

40°34′43″N 81°05′12″V / 40.5786°N 81.0867°V